# Kościół św. Michała Archanioła w Gdyni

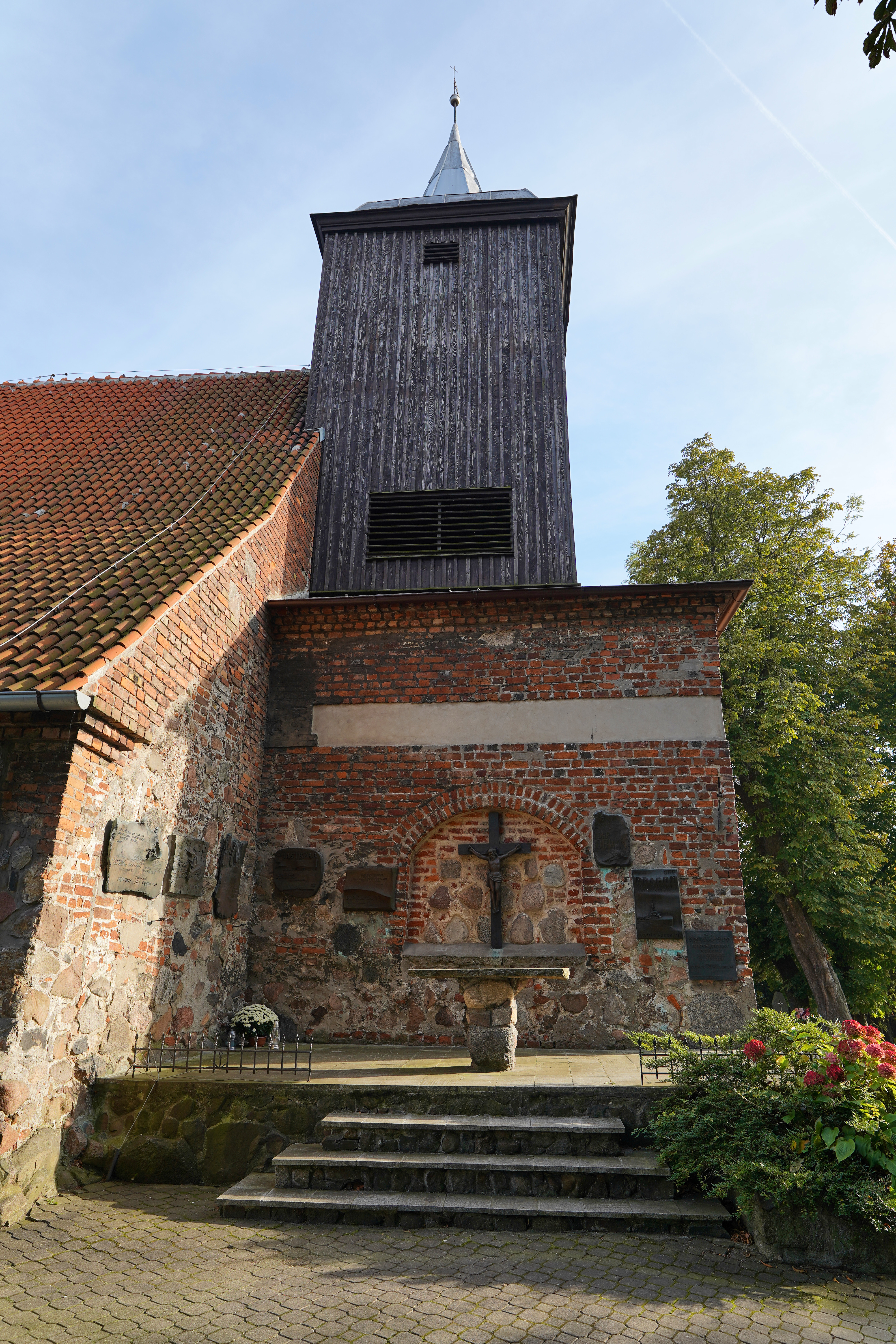
Ołtarz polowy przy kościele św. Michała, a na ścianie ciąg spiżowych tablic zatopionych okrętów; tzw. „Mały Panteon Marynarki Wojennej”.

Kościół św. Michała Archanioła w Gdyni – zabytkowy kościół rzymskokatolicki. Znajduje się przy ul. płk. Stanisława Dąbka w gdyńskiej dzielnicy Oksywie, w województwie pomorskim. Należy do dekanatu Gdynia Oksywie w archidiecezji gdańskiej. Jest to najstarszy budynek zarówno w Gdyni, jak i w całym Trójmieście.

## Historia
Historia kościoła sięga roku 1224, gdy został ufundowany przez księcia gdańskiego Świętopełka II. Powołana w roku 1253 przez biskupa Wolimira – biskupa kujawsko–pomorskiego; parafia obejmowała swoim zasięgiem obszar Kępy Oksywskiej i prawie całe terytorium administracyjne obecnej Gdyni. Z pierwotnej średniowiecznej konstrukcji do dziś zachowała się jedynie ściana zachodnia świątyni. W XIV wieku dokonano rozbudowy o wieloboczną część prezbiterium i o nawę boczną od strony północnej. W okresie wojen szwedzkich kościół został zniszczony i ograbiony z wyposażenia. Odbudowa kościoła nastąpiła w roku 1687, w tym samym roku kościół wzbogacił się o nową drewnianą wieżę zwieńczoną barokowym hełmem. W latach 1925–1927 przeprowadzono kolejną restaurację kościoła, kładąc tym razem szczególny nacisk na północną ścianę nawy głównej. W okresie II wojny światowej substancja budowlana świątyni uległa dwukrotnemu częściowemu zniszczeniu. Zniszczony kościół został odbudowany krótko po wojnie. Wewnętrzny układ architektoniczny nawiązuje do rozpowszechnionego w XIII i XIV wieku na Pomorzu Gdańskim stylu wiejskiego kościoła parafialnego.
We wnętrzu kościoła znajdują się neobarokowy ołtarz główny z 1930 oraz tablice pamiątkowe: bł. ks. Władysława Miegonia, adm. Józefa Unruga i wiceadm. Jerzego Świrskiego. Wewnątrz wieży kościelnej znajdują się trzy dzwony: Piotr (600 kg), Królowa Polski (420 kg) i Michał (200 kg) z 1957 roku.

## Cmentarze

### Cmentarz Parafialny
(przy ul. Arciszewskich)
Oksywski cmentarz parafialny to najstarsze miejsce wiecznego spoczynku w Gdyni. Położony jest tuż przy Zatoce Puckiej, na zboczu niewielkiego wzniesienia, którego szczyt określa XIII-wieczny kościółek pod wezwaniem św. Michała Archanioła, a podnóże to – port Marynarki Wojennej. Tu znajdują się groby tych, którzy tworzyli polską historię tego regionu m.in. Antoni Abraham. Dzisiaj najstarszą „wojskową” mogiłą jest miejsce spoczynku ks. Antoniego Muchowskiego, zmarłego w 1915 – uczestnika powstania 1863; zesłańca na Sybir, z którego udało mu się zbiec.

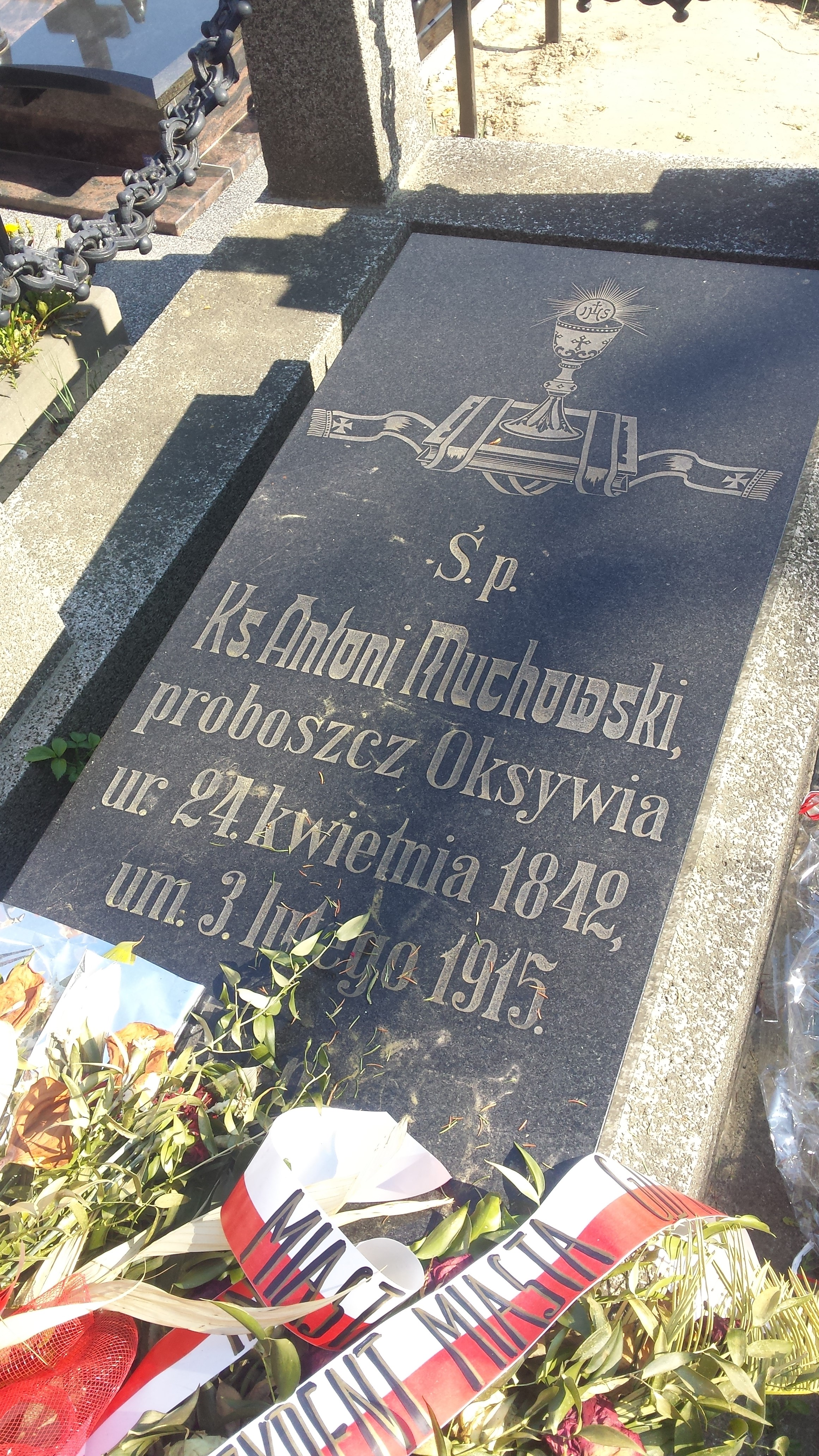
Grób ks. Antoniego Muchowskiego na cmentarzu parafialnym na Oksywiu

### Cmentarz Wojskowy
Znajduje się przy ul. Antoniego Muchowskiego.

## Mały Panteon
„Mały Panteon Marynarki Wojennej” – ciąg spiżowych tablic polskich okrętów zatopionych podczas: obrony Wybrzeża w kampanii wrześniowej oraz na obcych morzach w II wojnie światowej. W 1984 w panteonie została odsłonięta tablica ku czci oficerów Marynarki Wojennej, zamordowanych w okresie stalinizmu, a w 1988 – Marynarzy Flotylli Pińskiej i Flotylli Wiślanej.

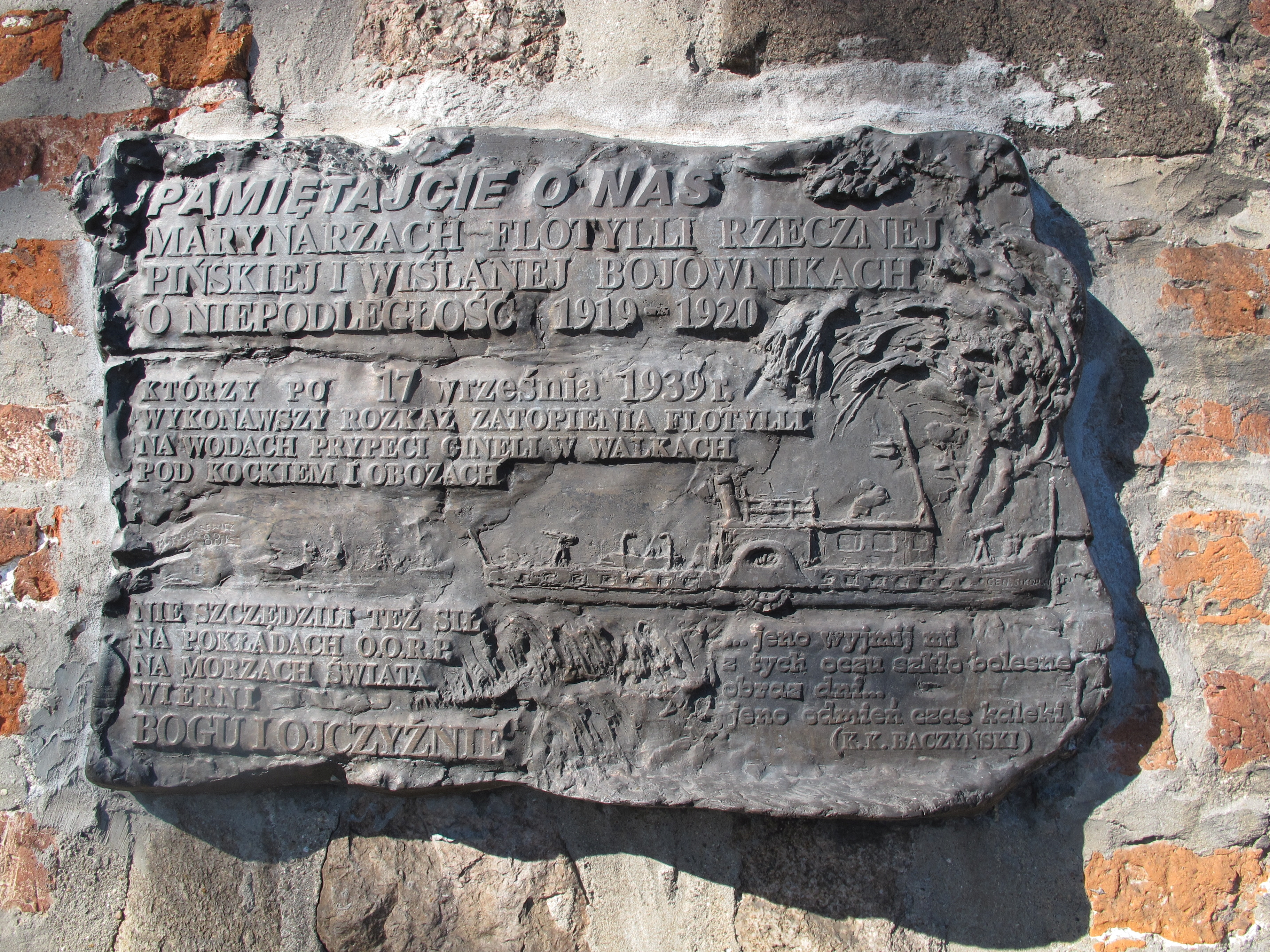
Tablica poległych Marynarzy – Flotylli Pińskiej i Flotylli Wiślanej w latach 1919–1920
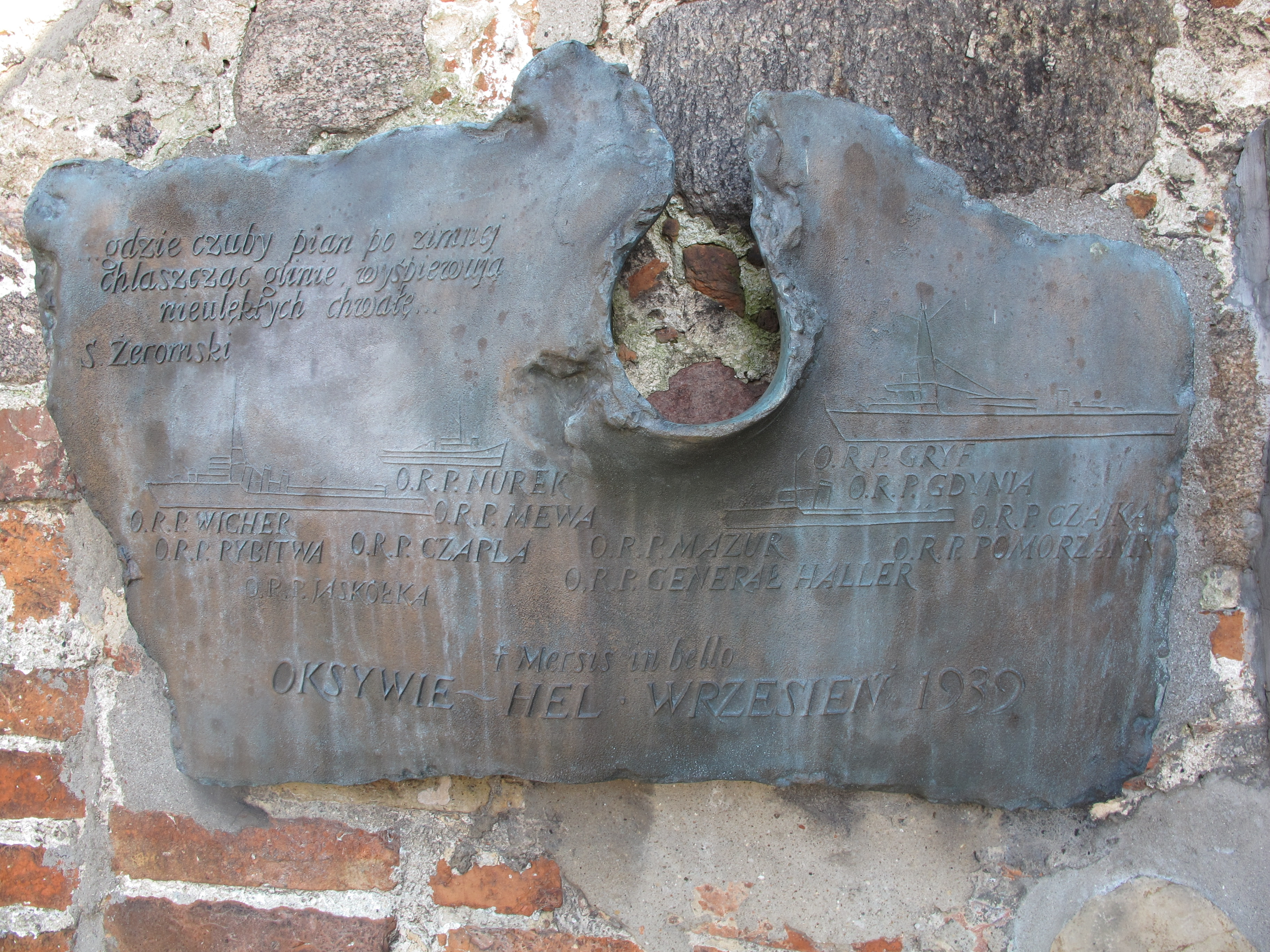
Tablica poległych w Obronie Wybrzeża w 1939
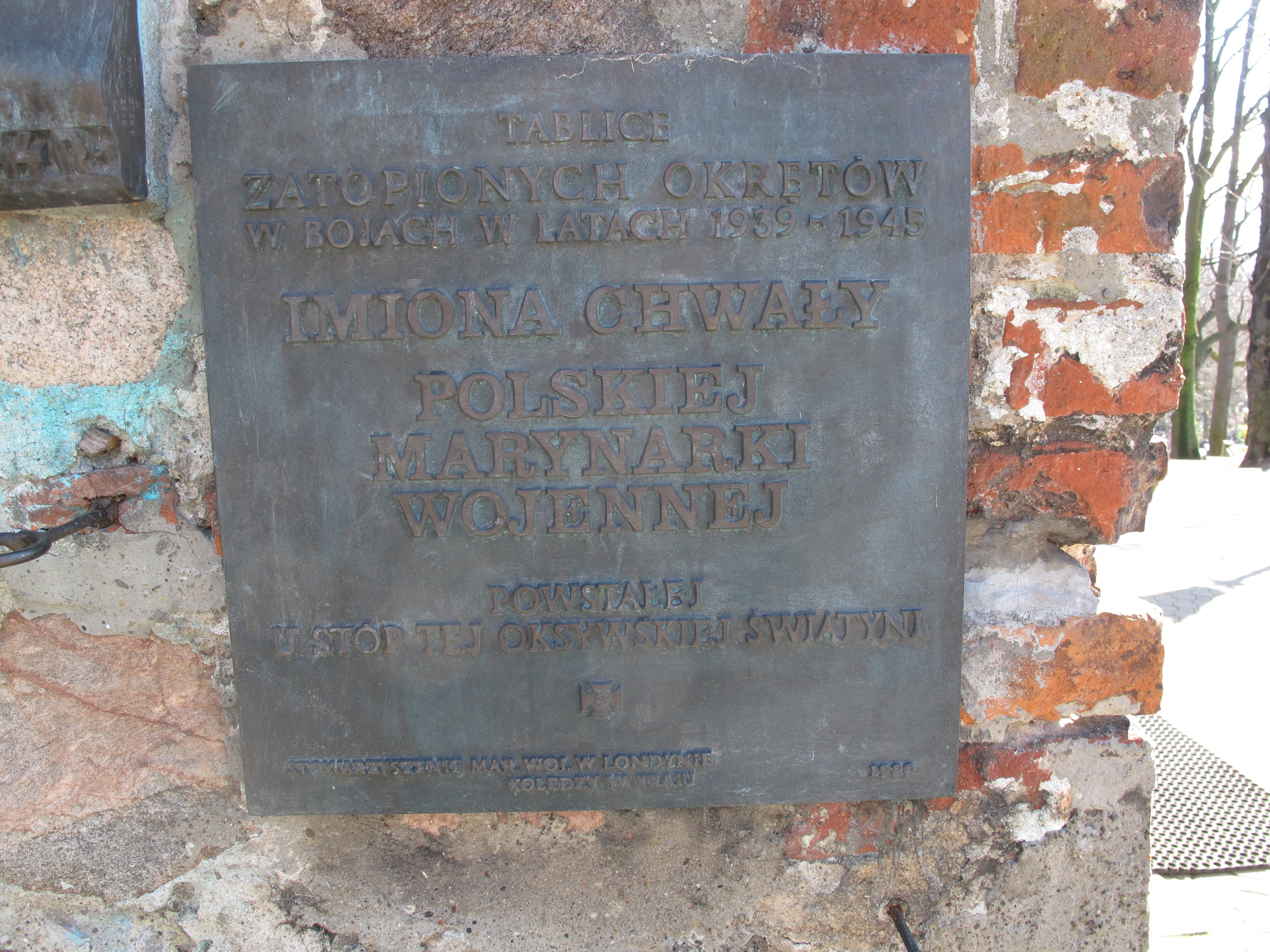
Tablice zatopionych okrętów w bojach w latach 1939–1945
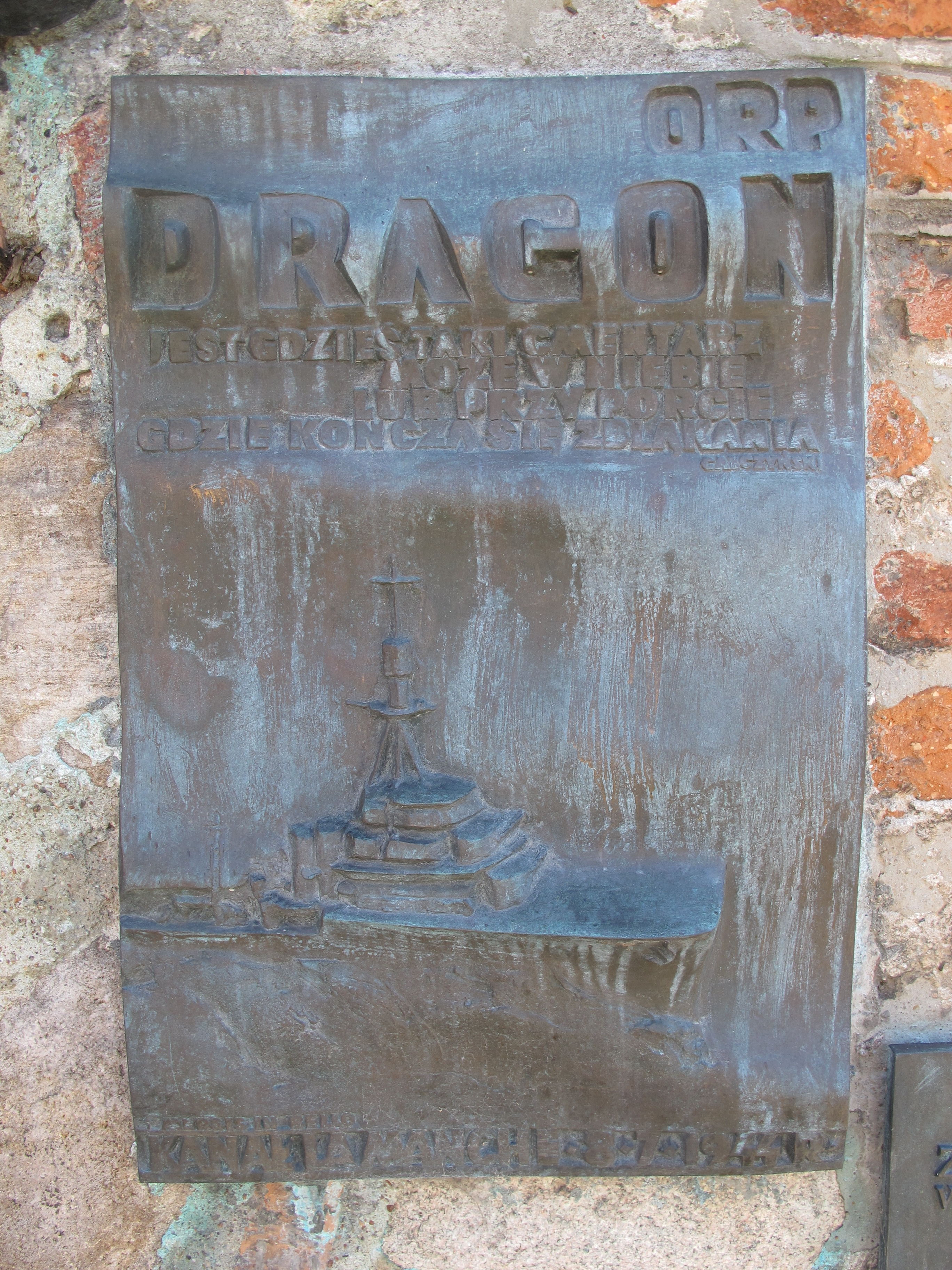
Tablica zatopionego okrętu ORP „Dragon”
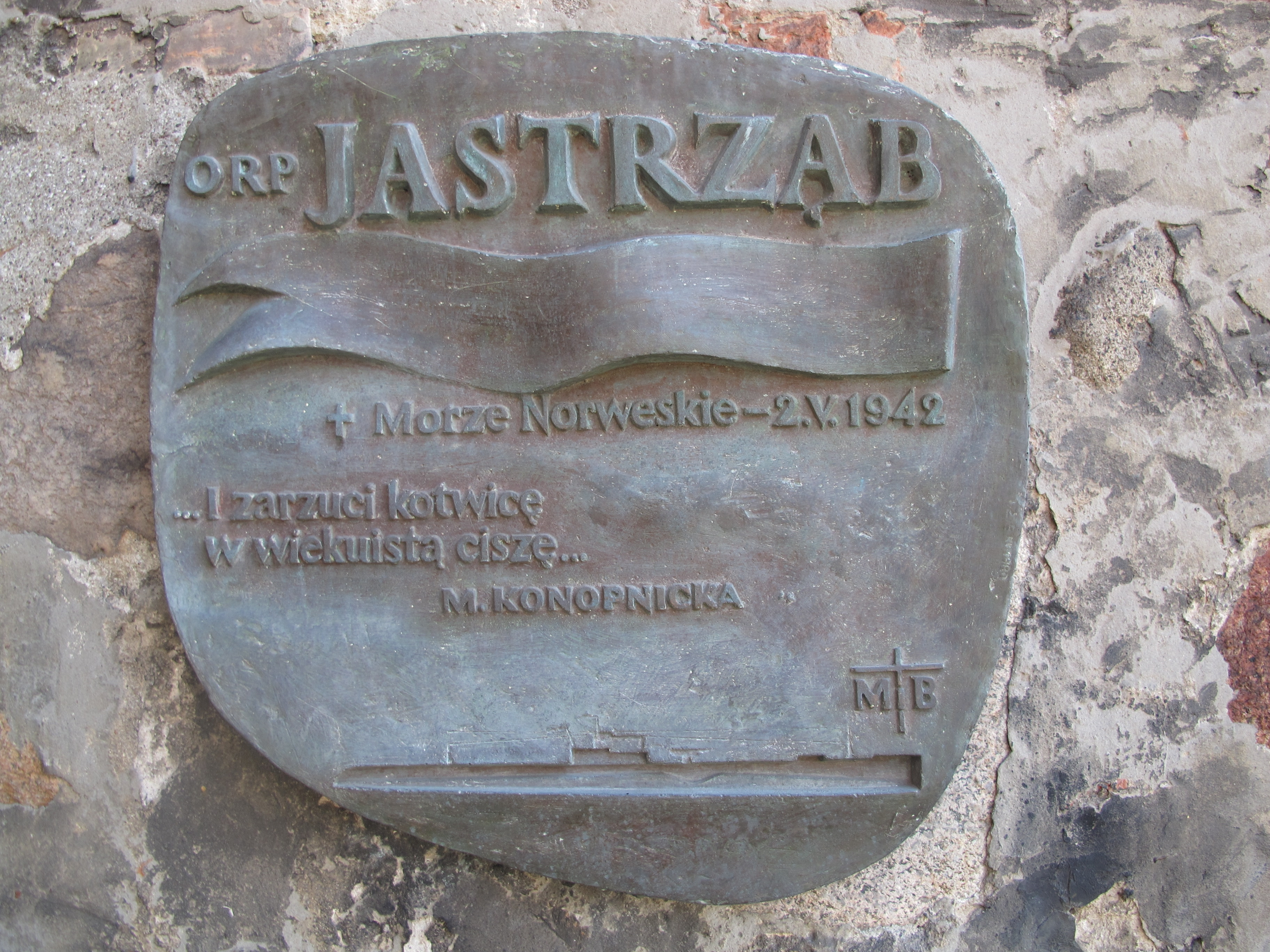
Tablica zatopionego okrętu ORP „Jastrząb”
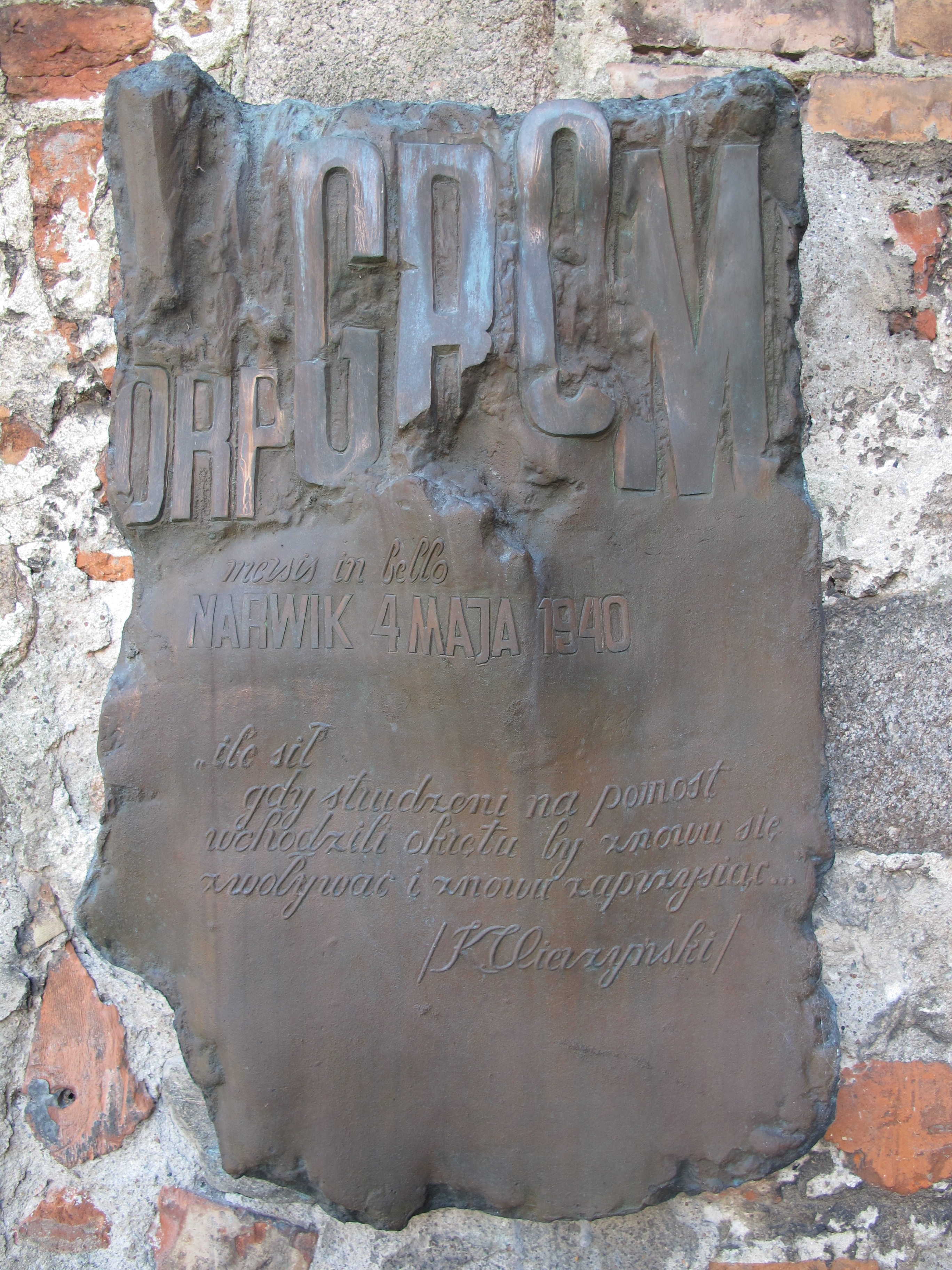
Tablica zatopionego okrętu ORP „Grom”
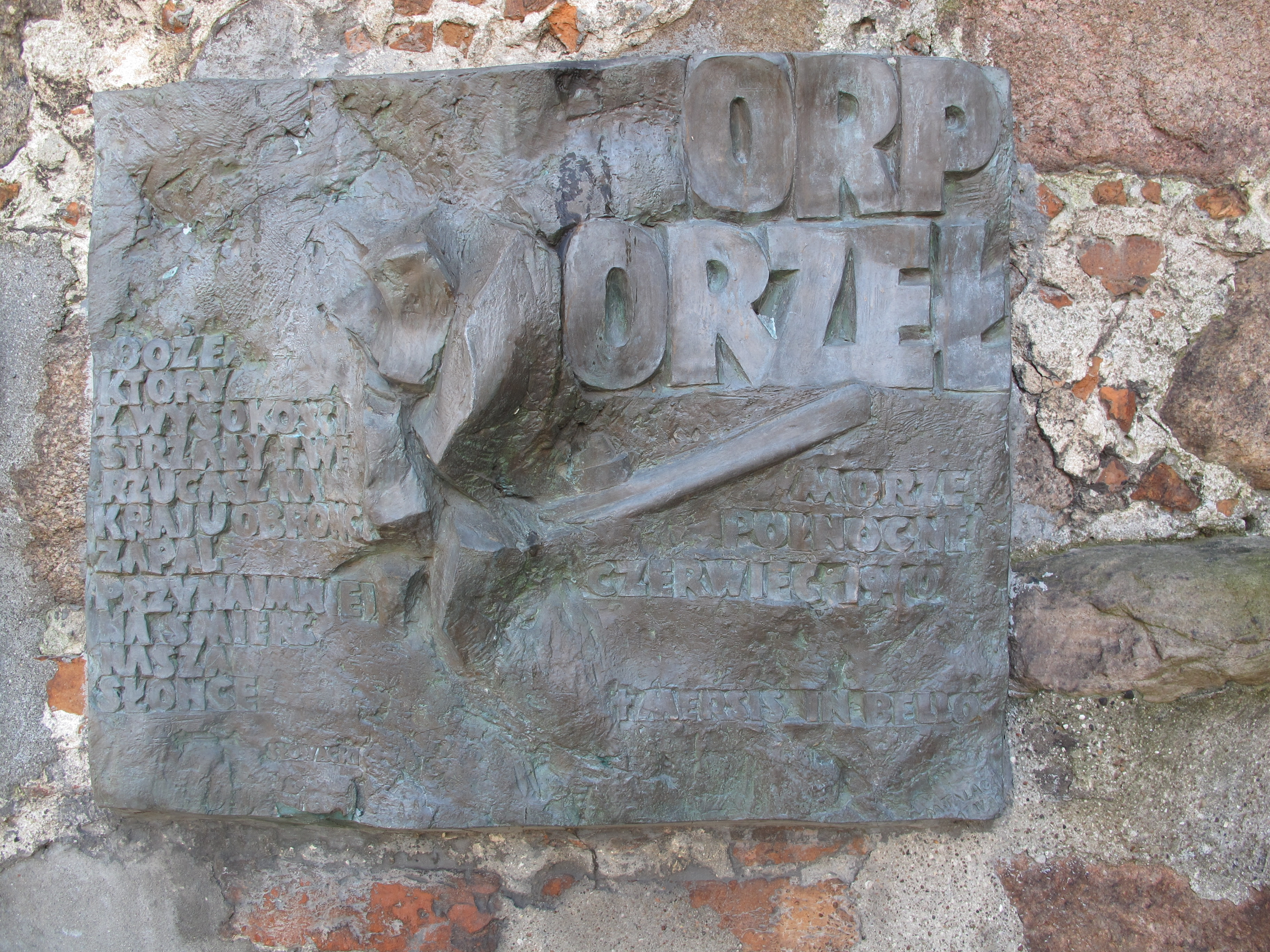
Tablica zatopionego okrętu ORP „Orzeł”
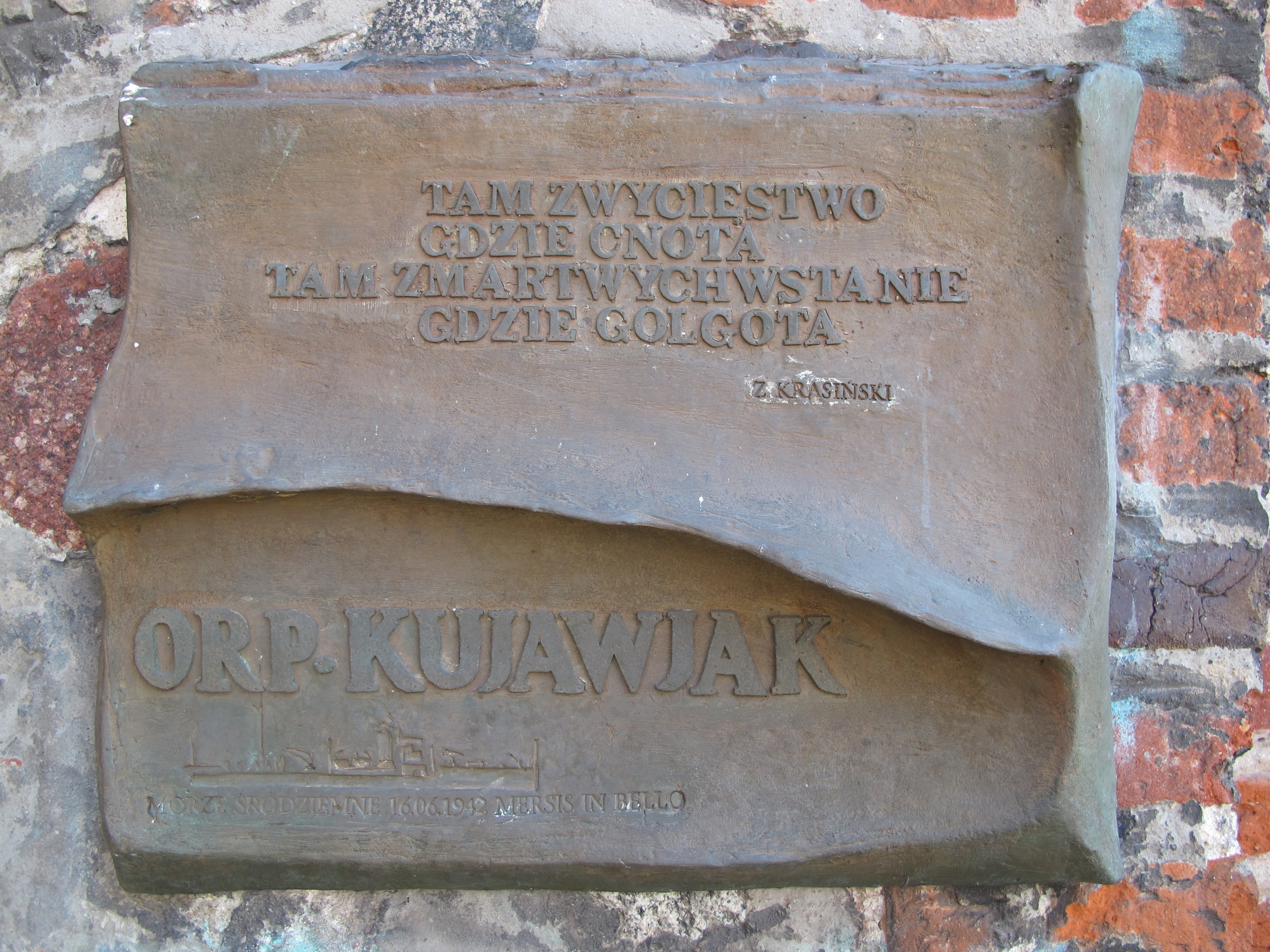
Tablica zatopionego okrętu ORP „Kujawiak”
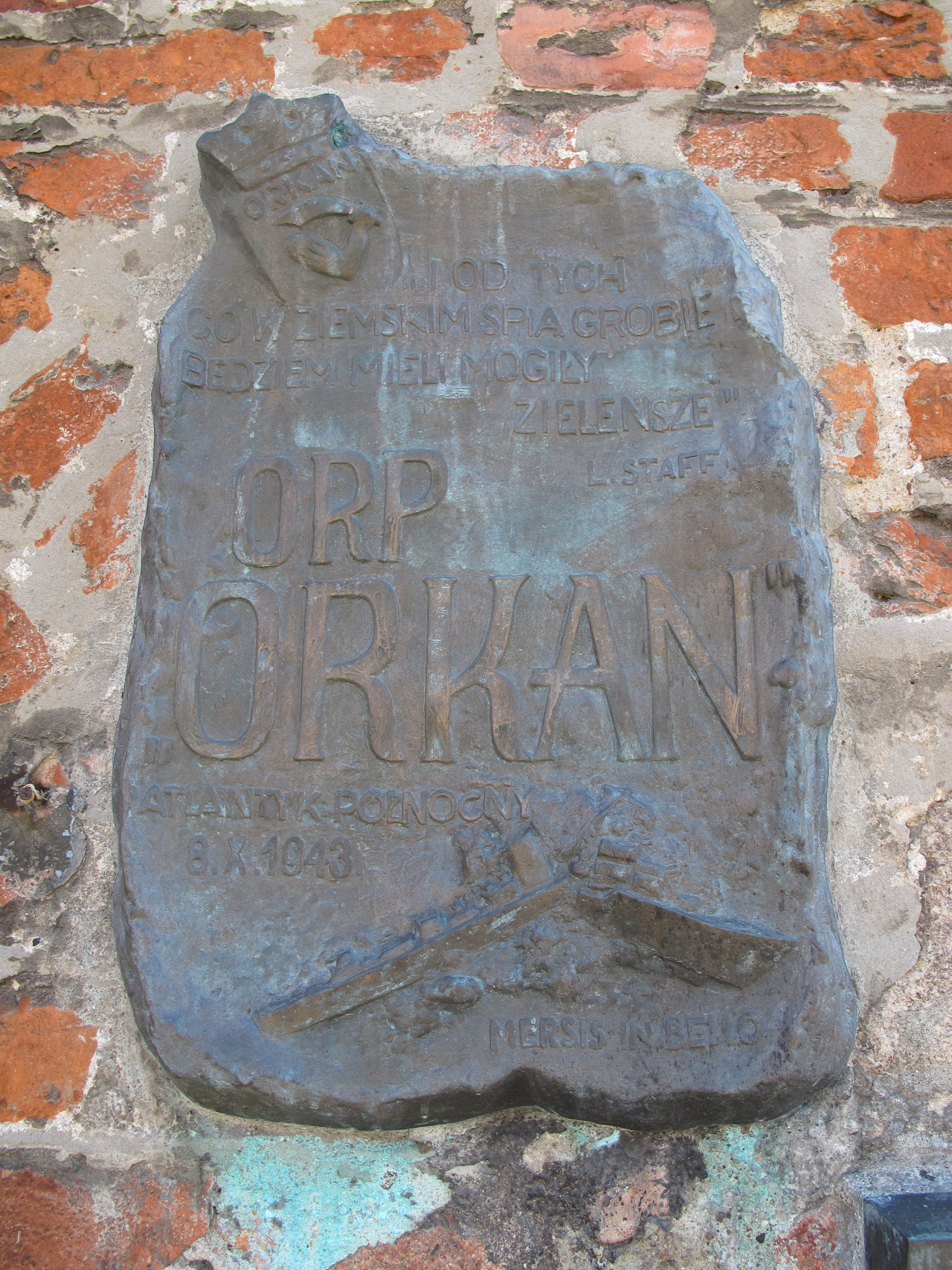
Tablica zatopionego okrętu ORP „Orkan”